# Are You Lonesome Tonight?
Are You Lonesome Tonight? ist eine Pop-Ballade, die 1926 von Lou Handman (Musik) und Roy Turk (Text) geschrieben wurde. Die bekannteste Coverversion stammt von Elvis Presley (auf dem Plattencover wurde der Titel allerdings Are You Lonesome To-night? geschrieben). Das Lied erreichte Platz 81 der Billboard's Greatest Songs of All Time.

## Geschichte
Roy Turk, ein ehemaliger Vaudeville-Künstler, arbeitete als Texter in der Tin Pan Alley. Gemeinsam mit dem Komponisten Lou Handman schrieb er das Lied, das heute als einer der Standards der Tin-Pan-Alley-Ära gilt. Eine der ersten Aufnahmen wurde von Al Jolson 1927 veröffentlicht, wurde allerdings kein Erfolg. Erst in der Version von Vaughn De Leath, veröffentlicht von Edison Records, gelangte die Ballade in die Hitparade und erreichte dort im November 1927 Platz 4. Ebenfalls 1927 nahm der Tenor Henry Burr seine Version des Liedes auf und erreichte damit Platz 10 der Charts, danach geriet das Lied für über 20 Jahre in Vergessenheit. Eine Aufnahme der Carter Family, die 1936 bei Brunswick Records erschien, konnte keinen kommerziellen Erfolg verbuchen. Im Jahr 1950 nahm der US-amerikanische Bandleader Blue Barron gemeinsam mit seinem Orchester und dem Sänger Bobby Beers eine Big-Band-Version auf, die insgesamt acht Wochen in den Charts notierte und Platz 19 erreichte. Das Stück wies dabei erstmals eine gesprochene Passage auf. Im selben Jahr nahm Al Jolson das Lied erneut auf, es enthielt ebenfalls die gesprochene Passage. 1959 erreichte Jaye P. Morgan Platz 65 der Charts mit dem Lied.

## Elvis Presley
Das Stück gehörte zu den Lieblingsliedern von Marie, der Frau des Presley-Managers Colonel Parker, weshalb er Elvis Presley bat, es aufzunehmen. Presley mochte das Lied und glaubte, dass es in einer modernisierten Fassung durchaus eine Nische in der Musik seiner Zeit finden könnte. Die Aufnahmen fanden am 4. April 1960 um vier Uhr am Morgen in den Studios der RCA in Nashville statt. Die Studiomusiker waren die gleichen, mit denen Presley bereits seine Version von ’O sole mio mit dem Titel It’s Now or Never aufgenommen hatte. Zu ihnen gehörten die Gitarristen Scotty Moore und Hank Garland, Bassist Bob Moore, Schlagzeuger D. J. Fontana, Pianist Floyd Cramer sowie Saxophonist Boots Randolph. Die Plattenfirma RCA Victors wollte zunächst, dass Presley nach der Ballade It’s Now or Never einen rockigen Song veröffentlicht. Auf Drängen von Parker und Presley erschien die Ballade am 2. November 1960 mit dem rockigeren Stück I Gotta Know als B-Seite. Es stieg in der ersten Woche auf Platz 35 der Billboard Hot 100 ein und erreichte Ende November Platz 1, den es bis Mitte Januar 1961 innehatte. Es wurde mit Doppelplatin für mehr als zwei Millionen verkaufte Einheiten zertifiziert. In den deutschen Singlecharts erreichte das Lied im Frühjahr 1961 Platz vier, in den britischen Singlecharts stand es im Februar 1961 drei Wochen auf Platz eins.
Presley änderte während seiner Live-Auftritte die Texte oft in humoristischer Weise ab. Bekannt wurde ein Auftritt im Hilton Hotel in Las Vegas 1969, bei dem Presley statt „Do you gaze at your doorstep and picture me there“ („Schaust du auf deine Türschwelle und stellst dir vor, ich stände dort“) sang: „Do you gaze at your bald head and wish you had hair“ („Schaust du auf deinen kahlen Kopf und wünschtest, du hättest Haare“), woraufhin er, ausgelöst durch einen Mann in den ersten Reihen, dem das Toupet verrutscht war, einige Momente später in Gelächter ausbrach. Zusätzlich fügte er in der gesprochenen Passage ein: “You know someone said that the world’s a stage, and each must play a part.” („Ihr wisst, jemand sagte, die Welt ist eine Bühne, und jeder muss eine Rolle spielen.“) “All the world’s a stage” ist der Beginn des Monologs des melancholischen Jaques in William Shakespeares „As You Like It“ in der VII. Szene des II. Aktes. Auch das Publikum stimmte ins Gelächter mit ein, das durch die Backgroundsängerin Cissy Houston (Whitney Houstons Mutter), die im Falsett weitersang, noch verstärkt wurde, wobei Presley sie mit “sing it, baby” ermunterte. Diese Version erreichte die Top 30 in Großbritannien, nachdem sie von RCA Records auf dem Box-Set Elvis Aaron Presley veröffentlicht worden war.

## Answer Songs
Im selben Jahr, in der die Presley-Version erschien, veröffentlichten mehrere Plattenfirmen so genannte Answer Songs (Antwortversionen) mit weiblichen Interpreten und einem Text ebenfalls von Roy Turk. Erfolgreichste Produktion wurde die Aufnahme mit Thelma Carpenter, die von Coral Records (Nr. 9-62241) herausgebracht wurde und in den Billboard Hot 100 Platz 55 erreichte. Neben dem von Turk getexteten Answer Song mit der Titelzeile Yes, I'm Lonesome Tonight, brachte die Plattenfirma Capitol eine Version mit Jeanne Black heraus (Nr. 4492), die einen von Turk abweichenden Text der Autoren Benny Davis / Joe Burke / Mark Fisher verwendete und den Titel Oh, How I Miss You Tonight trug. Auch Jeanne Black konnte sich mit Rang 63 in den Hot 100 platzieren. 
Der Song wurde mehrfach wiederveröffentlicht und erreichte 1982 und 2005 erneut Chartplatzierungen im Vereinigten Königreich.

## Deutschland
Die Elvis-Presley-Version von Are You Lonesome Tonight? wurde am 14. Januar 1961 erstmals in den Hitlisten des Musikmarkt notiert. Sie erreichte mit dem 4. Platz die beste Notierung und hielt sich 16 Wochen in den Top 50. Bereits eine Woche früher hatte der Musikmarkt die deutsche Version mit Peter Alexander und dem Titel Bist du einsam heut nacht? in die Top 50 aufgenommen. Die von Deutschlands größter Plattenfirma Polydor im Dezember 1960 (Nr. 24420) herausgebrachte Version erreichte ebenfalls Platz vier und war 17 Wochen lang notiert. In den Jahrescharts kam Peter Alexander mit diesem Titel auf den 29. Platz. Zur gleichen Zeit veröffentlichte Decca eine zweite weitgehend unbeachtete Version mit Wyn Hoop (Nr. 19134). Auch sie benutzte den Text von Kurt Feltz, dessen deutsche Fassung sich eng an das Presley-Original anlehnt und ebenfalls eine gesprochene Passage enthält. Ebenfalls wie in den Staaten gibt es auch zu Bist du einsam heut nacht? einen Antwort-Song. Er wurde mit dem Titel Ja, ich bin einsam heut' nacht! ebenfalls bei Polydor produziert und unter der Nr. 24582 im Sommer 1961 mit der bis dahin unbekannten Sängerin Wilma Lucini herausgebracht.